# Masoud Jafari Jozani
Masoud Djafari Djozani (Malayer, Província de Hamadã, 10 de dezembro de 1948) (em persa: مسعود جعفری جوزانی) é um director, roteirista e produtor de cinema iraniano.

## Carreira
Djozani obteve formação em arte cinematográfica na Universidade Estatal de São Francisco em 1977. Nos seus filmes geralmente aborda temas heróicos no meio natural com um tom histórico e épico. 
Alguns dos seus filmes foram premiados a nível local. A sua longa-metragem de 2009 In the Wind's Eye, a conclusão da sua série de televisão de corte histórico Dar Chashm-e Baad, foi filmada parcialmente na cidade de Los Angeles, convertendo-se no primeiro filme iraniano a filmar-se em território norte-americano desde a Revolução Islâmica de 1979. Com um orçamento aproximado de doze milhões de dólares, encontra-se entre as produções mais caras na história do cinema iraniano.
Masoud é irmão do produtor Fatolah Jafari-Jozani e pai da actriz Sahar Jafari Jozani.

## Filmografia

### Como director
- 2019 - Cyrus the Great[8]
- 2017 - Posht-e divar sokoot
- 2015 - Iran Burger
- 2010 - Dar Cheshm-e Baad
- 2001 - Cheshmhayash
- 2000 - Bolugh
- 1994 - Del va deshne
- 1994 - Yek mard, yek khers
- 1991 - Saye khial
- 1989 - Dar masir tondbad
- 1987 - Shir Sangi
- 1984 - Ba man harf bezan (curta-metragem)

### Como produtor
- 2015 - A Tale of Love
- 2014 - Special Line
- 2010 - Dar Cheshm-e Baad
- 2000 - Bolugh
- 1992 - Nassereddin Shah, Actor-e Cinema
- 1991 - Saye khial
- 1987 - Shir Sangi

## Prémios e reconhecimentos
| Evento                                   | Data | Categoria               | Produção          | Resultado |
| ---------------------------------------- | ---- | ----------------------- | ----------------- | --------- |
| Festival Internacional de Cinema de Fajr | 1986 | Melhor filme            | Dar masir tondbad | Vencedor  |
| Festival Internacional de Cinema de Fajr | 1987 | Melhor guião            | Shir Sangi        | Vencedor  |
| Festival Internacional de Cinema de Fajr | 1987 | Melhor director         | Shir Sangi        | Nomeado   |
| Festival Internacional de Cinema de Fajr | 1987 | Melhor filme            | Shir Sangi        | Nomeado   |
| Festival Internacional de Cinema de Fajr | 1989 | Prémio especial do júri | Jadehay sard      | Vencedor  |